# Dictya umbrarum
Dictya umbrarum  es una especie de mosca de la familia Sciomyzidae.  

## Distribución
Se encuentra en el paleártico y neártico.